# Wastok (rejon homelski)
Wastok (biał. Васток; ros. Восток, Wostok) – osiedle na Białorusi, w obwodzie homelskim, w rejonie homelskim, w sielsowiecie Prybar. Od wschodu graniczy z Homlem.
W pobliżu znajduje się Elektrociepłownia Homelska nr 2.